# Charles B. Wheeler Downtown Airport
Charles B. Wheeler Downtown Airport is een openbaar vliegveld in Clay County nabij Kansas City (Missouri), Verenigde Staten. Het vliegveld staat gecategoriseerd in de National Plan of Integrated Airport Systems als general aviation reliever airport.

## Geschiedenis

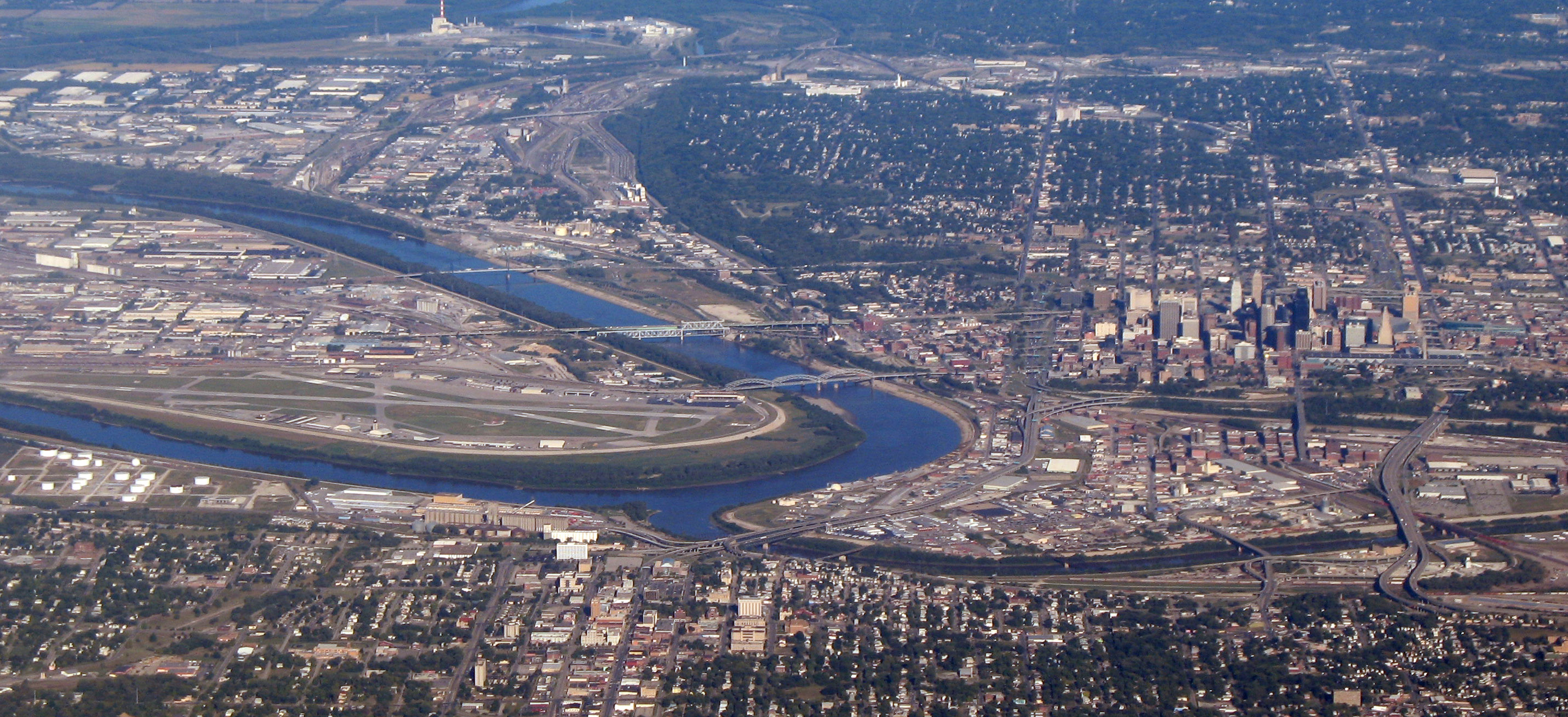
Het stadsbestuur heeft overwogen om het vliegveld "Peninsula Field" te noemen in verband met de scherpe bocht van de rivier de Missouri om het vliegveld heen

Dit vliegveld verving Richards Field als Kansas City's belangrijkste vliegveld. Het werd in 1927 door Charles Lindbergh New Richards Field genoemd, maar kreeg al snel de naam Kansas City Municipal Airport. De belangrijkste luchtvaartmaatschappij was Trans World Airlines (TWA) waarvan het hoofdkantoor stond in Kansas City. Het vliegveld was gebouwd in het dal van de rivier de Missouri naast de spoorweg richting de Hannibal Bridge. Toentertijd werd ervan uitgegaan dat vliegen gebeuren zou in aansluiting op het treinverkeer.
Het vliegveld had maar weinig mogelijkheden om uit te breiden (Fairfax Airport aan de overzijde van de Missouri in Kansas City (Kansas) had meer ruimte). Vliegtuigen moesten de 60 m hoge Quality Hill vermijden, en ook skyline van Downtown Kansas City aan het zuideinde van de grootste startbaan. Begin jaren zestig noemde een FAA memo het "het gevaarlijkste grote vliegveld van het land" en eiste dat er geen federaal geld aan besteed zou worden. Kansas City verving het vliegveld in 1972 door Kansas City International Airport.
De Official Airline Guide (OAG) van april 1957 gaf aan:
- Braniff International Airways – 40 vertrekken per week
- Trans World Airlines (TWA) – 39
- Continental Airlines – 9
- United Airlines – 4
- Delta Air Lines – 2
- Ozark Airlines – 2
- Central Airlines – 2

De "Downtown Airport" kreeg een andere naam en werd vernoemd naar Charles Wheeler die burgemeester was toen Kansas City International werd geopend.
Ondanks twijfels over de veiligheid van het vliegveld gebruikt de Air Force One het dikwijls tijdens presidentiële bezoeken.
Tegenwoordig wordt Charles B. Wheeler Downtown Airport vooral gebruikt door bedrijven en recreatie.
Het National Airline History Museum en het TWA Museum zijn gevestigd op het vliegveld. Hoewel het National Airline History Museum voornamelijk objecten van TWA bevat (omdat de meeste vrijwilligers gepensioneerde TWA-werknemers zijn), is het museum gewijd aan luchtvaartgeschiedenis in het algemeen. Het TWA Museum is gehuisvest in de originele terminal en is gewijd aan de geschiedenis van de TWA. Het vliegveld huisvest ook de Aviation Expo (Air Show), meestal in augustus.

## Faciliteiten en vliegtuigen
Het terrein van de Charles B. Wheeler Downtown Airport is 283 ha groot en ligt op een hoogte van 231 m boven zeeniveau. Het heeft twee startbanen.
- Startbaan 1/19 heeft de afmetingen 2081 × 46 m met een betonnen oppervlakte met een EMAS aan beide einden.[3]
- Startbaan 3/21 meet 1539 bij 30 m en heeft een asfaltverharding.

Kansas City (MO) Aviation Department maakte op 17 oktober 2006 bekend een $ 20 miljoen kostende vliegtuighangarcomplex op het Charles B. Wheeler Downtown Airport te willen bouwen met daarin: 122 T-hangars, 13 box hangars, een 4000 m² groot terminalgebouw met kantoren, een pilotenlounge, ontmoetingsruimten en een restaurant.
In de periode 30 september 2010 tot 30 september 2011 had het vliegveld 67.793 vliegbewegingen, een gemiddelde van 185 per dag: 71,5% chartervluchten, 26% air taxi, 2,2% militair, en 0,3% lijnvluchten. Op dat moment waren er 189 vliegtuigen geregistreerd als thuisbasis op dit vliegveld: 47,6% eenmotorig, 28,6% meermotorig, 22,2% jet en 1,6% helikopter.

## Vrachtverkeer
- AirNet Express verzorgt een vliegverbinding voor vrachtvliegtuigen met het vliegveld Rickenbacker Intl bij Columbus (Ohio).